# العلاقات البنمية البيلاروسية
العلاقات البنمية البيلاروسية هي العلاقات الثنائية التي تجمع بين بنما وروسيا البيضاء.

## مقارنة بين البلدين
هذه مقارنة عامة ومرجعية للدولتين:
| وجه المقارنة                                              | بنما                      | روسيا البيضاء                    |
| --------------------------------------------------------- | ------------------------- | -------------------------------- |
| المساحة (كم2)                                             | 74.18 ألف                 | 207.60 ألف                       |
| عدد السكان (نسمة)                                         | 4.10 مليون                | 9.50 مليون                       |
| الكثافة السكانية (ن./كم²)                                 | 55.27                     | 45.76                            |
| العاصمة                                                   | بنما                      | مينسك                            |
| اللغة الرسمية                                             | اللغة الإسبانية           | اللغة البيلاروسية، اللغة الروسية |
| العملة                                                    | بالبوا بنمي، دولار أمريكي | روبل بلاروسي                     |
| الناتج المحلي الإجمالي (بليون دولار)                      | 61.84 مليار               | 54.44 مليار                      |
| الناتج المحلي الإجمالي (تعادل القوة الشرائية) بليون دولار | 87.37 مليار               | 168.35 مليار                     |
| الناتج المحلي الإجمالي الاسمي للفرد دولار أمريكي          | 13.27 ألف                 | 5.74 ألف                         |
| الناتج المحلي الإجمالي للفرد دولار أمريكي                 | 20.89 ألف                 | 18.18 ألف                        |
| مؤشر التنمية البشرية                                      | 0.780                     | 0.798                            |
| رمز المكالمات الدولي                                      | +507                      | +375                             |
| رمز الإنترنت                                              | .pa                       | .by، .бел                        |
| المنطقة الزمنية                                           | 00                        | ت ع م+03:00                      |

## منظمات دولية مشتركة
يشترك البلدان في عضوية مجموعة من المنظمات الدولية، منها:
| علم المنظمة | اسم المنظمة                               | تاريخ انضمام بنما | تاريخ انضمام روسيا البيضاء |
| ----------- | ----------------------------------------- | ----------------- | -------------------------- |
|             | الاتحاد البريدي العالمي                   | ?                 | ?                          |
|             | منظمة حظر الأسلحة الكيميائية              | ?                 | ?                          |
|             | الأمم المتحدة                             | 13 نوفمبر 1945    | 24 أكتوبر 1945             |
|             | منظمة الشرطة الجنائية الدولية             | ?                 | ?                          |
|             | وكالة ضمان الاستثمار متعدد الأطراف        | 21 فبراير 1997    | 3 ديسمبر 1992              |
|             | مؤسسة التمويل الدولية                     | 20 يوليو 1956     | 2 نوفمبر 1992              |
|             | البنك الدولي للإنشاء والتعمير             | 14 مارس 1946      | 10 يوليو 1992              |
|             | الاتحاد الدولي للاتصالات                  | 14 يوليو 1914     | 7 مايو 1947                |
|             | المركز الدولي لتسوية المنازعات الاستشارية | 8 مايو 1996       | 9 أغسطس 1992               |
|             | يونسكو                                    | 10 يناير 1950     | 12 مايو 1954               |

## وصلات خارجية
- موقع وزارة الخارجية البنمية
- موقع وزارة الخارجية البيلاروسية